# Виноградное (Чуйский район)
Виноградное (кирг. Виноградный) — село в Чуйском районе Чуйской области Кыргызстана. Входит в состав Сайлыкского аильного округа. Код СОАТЕ — 41708 223 845 02 0.

## География
Село расположено в северной части области, в Чуйской долине, вблизи государственной границы с Казахстаном, восточнее города Токмак. Абсолютная высота — 826 метров над уровнем моря.

## Население
| год     | 2009 | 2014 | 2015 |
| ------- | ---- | ---- | ---- |
| человек | 1021 | 1206 | 1028 |